# ماکرولید
ماکرولیدها گروهی از آنتی‌بیوتیک‌های حاوی یک حلقهٔ بزرگ ماکروسیکلیک لاکتونی (حلقهٔ ماکرولید) هستند. از مهم‌ترین داروهای این خانواده می‌توان از اریترومایسین، آزیترومایسین و کلاریترومایسین نام برد.

اریترومایسین، یک ماکرولید

## مکانیسم اثر
مکانیسم اثر ماکرولیدها با مهار ساخت پروتئین در نتیجهٔ اتصال به زیرواحد بزرگ ریبوزوم باکتری است. این اتصال، برگشت‌پذیر است. اگرچه ماکرولیدها بیشتر به‌عنوان داروهای مهارگر باکتری (با توان توقف رشد باکتری) شناخته می‌شوند، در غلظت‌های بالا می‌توانند اثر باکتری‌کش از خود نشان دهند.

## موارد استفاده
ماکرولیدها طیف ضدمیکروبی مشابه پنی‌سیلین دارند و برای عفونت‌های تنفسی و بافت نرم به‌کار می‌روند. این داروها برخلاف پنی‌سیلین بر روی مایکوپلاسما، مایکوباکتریوم و برخی انواع ریکتزیا و کلامیدیا موثرند.

## اثرات جانبی
ماکرولیدها با سیتوکروم پی ۴۵۰ تداخل مهاری دارند. مصرف همزمان ماکرولیدها و استاتین‌ها (گروهی از داروهای پایین‌آورندهٔ چربی خون) می‌تواند سبب میوپاتی شدید شود. این داروها همچنین خطر برخی از آریتمی‌های قلبی از جمله torsade de pointes را بالا می‌برند.
یکی دیگر از اثرات جانبی داروهای ماکرولید، افرایش حرکات دستگاه گوارش است.